# Elephantomyia (Elephantomyia) maculistigma
Elephantomyia (Elephantomyia) maculistigma is een tweevleugelige uit de familie steltmuggen (Limoniidae). De soort komt voor in het Afrotropisch gebied.